# Герметики для деревянного домостроения

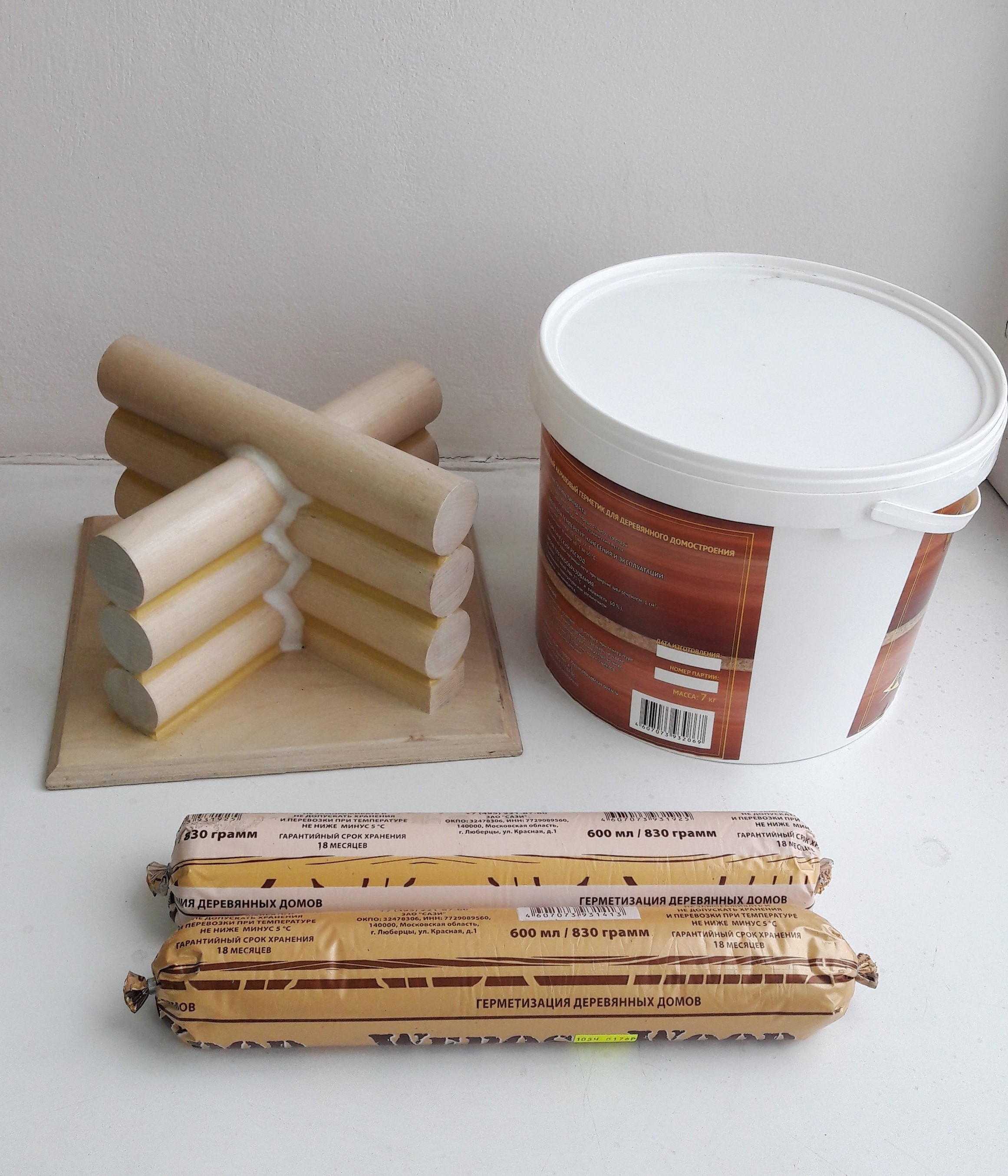
Герметик для деревянного домостроения.Фасовка

Герметик для деревянного домостроения предназначен для защиты межвенцовых швов и трещин в бревнах от попадания влаги, продувания и промерзания. Состоит из однокомпонентной акриловой основы и является экологически безопасным продуктом.

## Описание
Использование герметика при заделки межвенцовых швов в деревянном доме является альтернативой традиционным способам, таким как конопатка. Герметик позволяет уже после однократного нанесения создать долговечный шов, деформирующийся вместе со стенами дома без нарушения его сплошности. В отличие от конопатки герметик для деревянного домостроения не рассыхается с течением времени — он стоек к ультрафиолету; герметик не используется птицами в качестве строительного материала гнезд и не является привлекательной средой для обитания насекомых. В результате герметизации снижаются энергетические потери здания, и достигается значительная экономия средств при отоплении помещений.

## Свойства
- обладает высокой адгезией к дереву
- эластичный
- стоек к ультрафиолету
- долговечен
- безопасен для человека

## Виды
По области применения:
- для наружных работ
- для внутренних работ
- универсальный (для внешних и внутренних работ)

По фасовке и способу применения:
- в файл-пакете («колбаски») — вставляется в простой монтажный пистолет закрытого типа
- в ведре — требует использования специального герметичного пистолета

По производителям:
- производители герметиков
- производители ЛКМ

## Технология применения
При нанесении герметика необходимо обеспечить условие адгезии (сцепления) к дереву по двум точкам — к верхней и нижней кромке бревна. Данное требование достигается при использовании антиадгезионного шнура из вспененного полиэтилена, который укладывается внутрь шва или трещины. После нанесения герметик разглаживается шпателем, кисточкой или другим удобным для формирования шва инструментом. Полимеризация (отверждение) происходит за счет испарения воды в течение нескольких часов и может сопровождаться небольшой усадкой герметика.
Герметик для дерева выпускается различных цветов, вплоть до индивидуальных предпочтений, но также может окрашиваться любыми не агрессивными (не разрушающими герметик) красками и лаками. В этом случае следует учитывать различные эластичные свойства ЛКМ и герметика — в результате растяжений-сжатий ЛК покрытие может потрескаться.
Долговечность герметика определяется его составом и подтверждается соответствующими испытаниями. Некоторые герметики ремонтопригодны.